# 北九州予備校
北九州予備校（きたきゅうしゅうよびこう）は、日本の予備校である。通称「北予備（きたよび）」。福岡県北九州市に本部を置き、九州・山口地方および東京都の10箇所に校舎を持つ。学校法人金澤学園が経営。

## 概要
運営法人は1966年（昭和41年）に学校法人金澤学園として設立された。『努力は実る』をスローガンとし、校舎内での携帯電話使用禁止、茶髪・ピアス禁止など“厳しい校風”を自称している。また、各校舎に併設している学生寮では徹底した生活の管理が行われている。
コースは浪人生対象の「大学進学科」と「医・歯・薬Felix」のほか、小・中学生を対象にした「V塾」や高校生・中高一貫生を対象にした「V塾A（あるふぁ）」が設置されており、講師は常勤のほか、他予備校を兼任する者を東京や大阪などから招聘している。
入学式、体育大会、座禅会など、特徴的な年間行事があり、クラスに日直が存在するなど、厳格さをモットーにしている。出席はタイムカードで厳格に管理されている。また、授業や自習にかかわらず1コマ1コマ出席カード（受講カード）が、授業であればチューターから、自習であれば自習監督の学生によって配布される。このカードによって生徒が一ヶ月にどの程度学習したのかが管理されている。
模試はベネッセコーポレーションの進研模試と独自の模試を併用している。独自模試は予備校生でない現役高校生や浪人生も受験可能で、九州・山口地区の各大学に対応したプレ模試とセンター・記述のトライアル模試、ファイナル模試がある。特に、センターファイナル模試はセンター試験直前の実施の模試にもかかわらず集計を行い、個人成績表を返却するのが特徴である。
九州地方を中心に展開している予備校であるにもかかわらず、生徒数で全国3位となっている。

## 沿革
- 1966年（昭和41年） - 学校法人金澤学園設立。八幡校を開校。
- 1976年（昭和51年） - 八幡校を移転再編し黒崎校を開校[4]。
- 1987年（昭和62年） - 山口校を開校[5]。
- 1989年 - 小倉駅校を開校。
- 1994年（平成6年）4月 - 長崎校を開校[6]。
- 1997年（平成9年） - 博多駅校を開校[7]。
- 1998年（平成10年） - 博多駅校を新築移転[7]。
- 2002年（平成14年） - 大分校を開校[8]。
- 2003年（平成15年） - 鹿児島校を開校[9]
- 2004年（平成16年） - 熊本校を開校[10]。鹿児島校を新築移転[9]。
- 2005年（平成17年） - 熊本校を熊本駅前に新築移転[10]。
- 2009年（平成21年） - 東京校を開校[11]。
- 2012年（平成24年） - 宮崎校を開校[12]。
- 2013年（平成25年） - 沖縄校を開校[13]。

## 校舎・学生寮

### 東京校

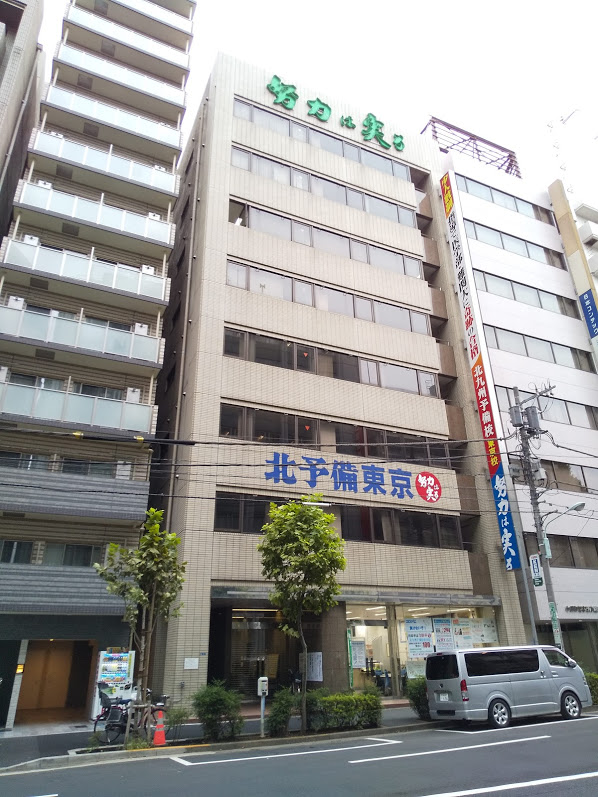
北九州予備校東京校

東京都中央区日本橋小網町18-3に所在する。
設置コース
- グランドコース
- リベルチコース
- コレスポコース
- ESPゼミコース
- キタヨビハイスクールコース

学生寮
- 東京学寮（男子寮）

### 博多駅校

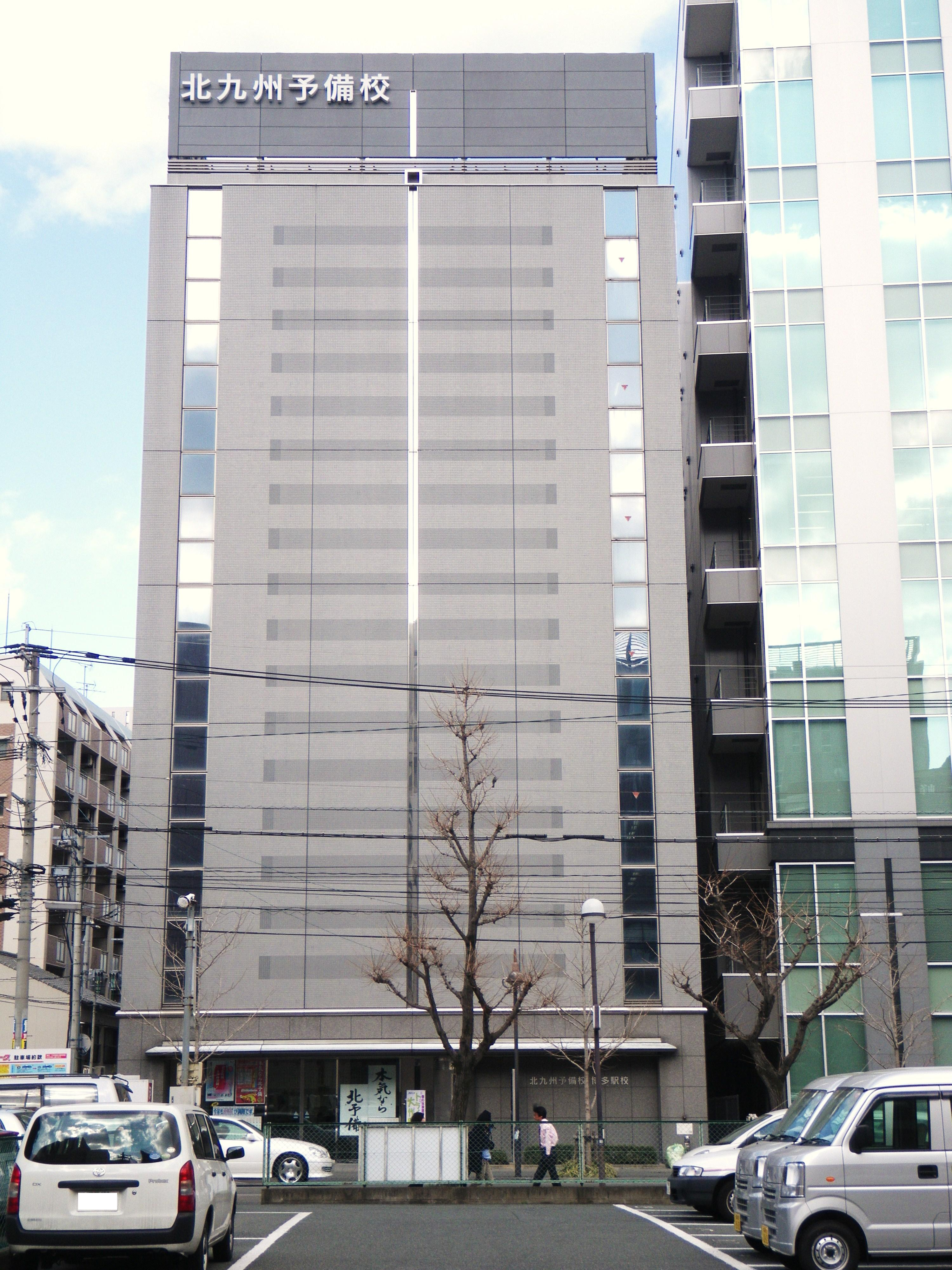
北九州予備校博多駅校

福岡県福岡市博多区博多駅前1-21-4に所在する。
設置コース
- グランドコース
- リベルチコース
- コレスポコース
- キタヨビハイスクールコース

学生寮
- 飛梅学寮（女子寮）
- 報恩学寮（男子寮）

### 小倉駅校

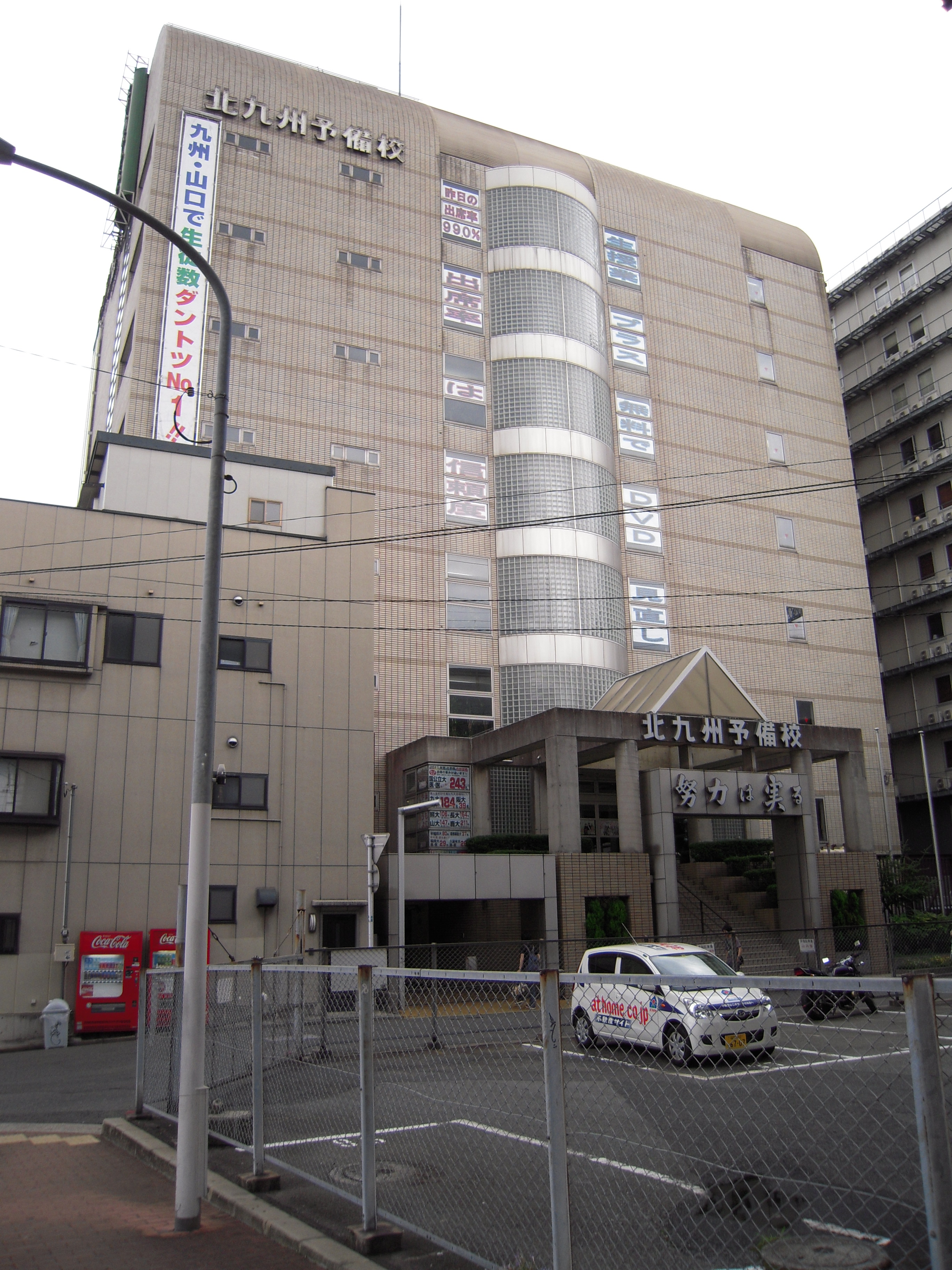
北九州予備校小倉駅校

福岡県北九州市小倉駅新幹線口に所在する。
設置コース
- グランドコース
- リベルチコース
- コレスポコース
- キタヨビハイスクールコース

学生寮
- 小倉寮（女子寮）

- 大志寮（男子寮）
- コスモスハイツ（男子寮）

### 医・歯・薬・獣医専門Felix小倉校
福岡県北九州市小倉北区中島1に所在する。
設置コース
- 医・歯・薬・獣医専門Felix
- キタヨビハイスクールコース

学生寮
- 中島寮（女子寮）

- 学志寮（男子寮）
- 学寮アスクレピオス（男子寮）

### 黒崎校
福岡県北九州市八幡西区黒崎3-12-21に所在する。
設置コース
- グランドコース
- リベルチコース
- コレスポコース
- キタヨビハイスクールコース
- V塾A

学生寮
　なし

### 山口校

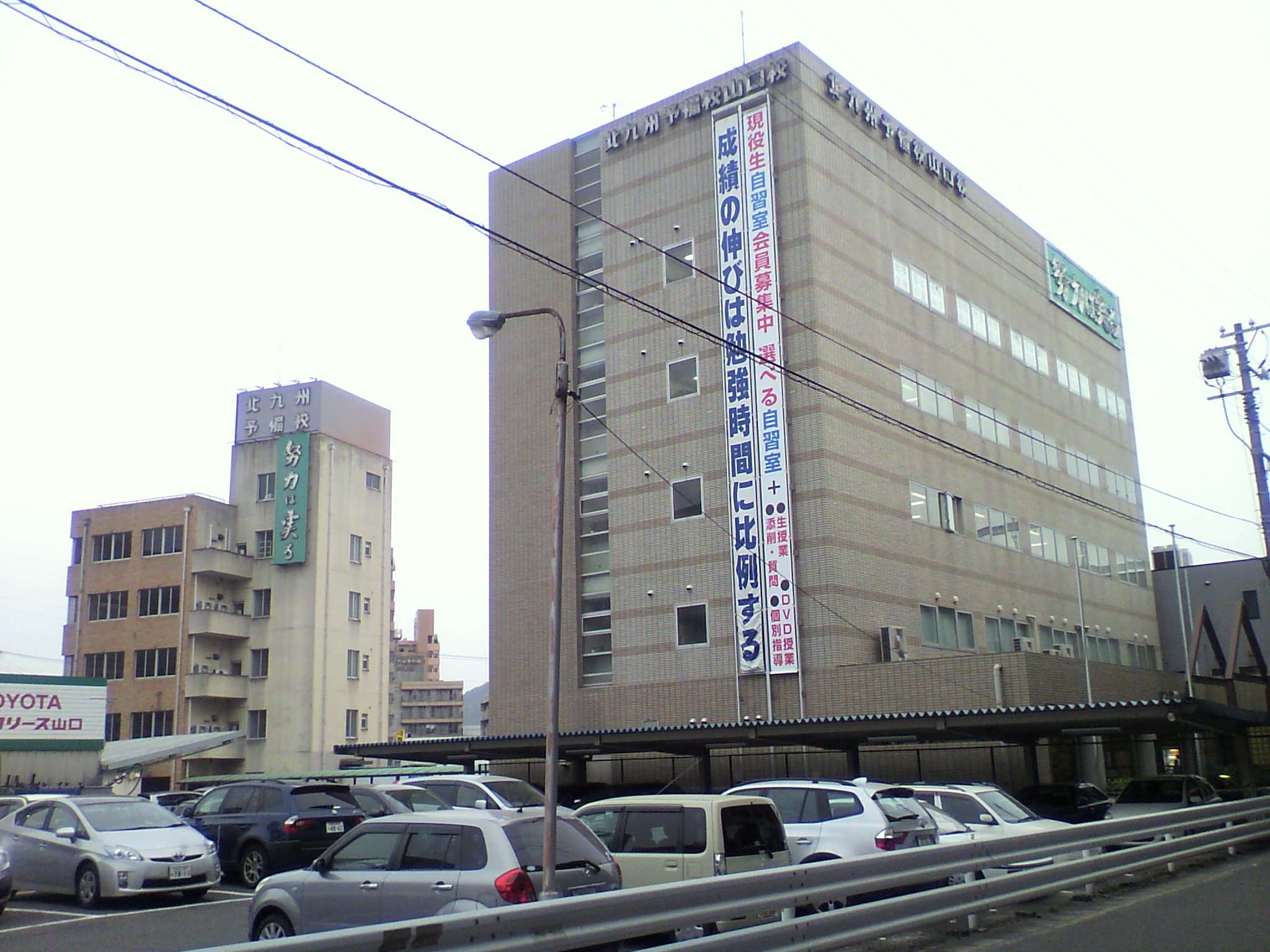
北九州予備校山口校

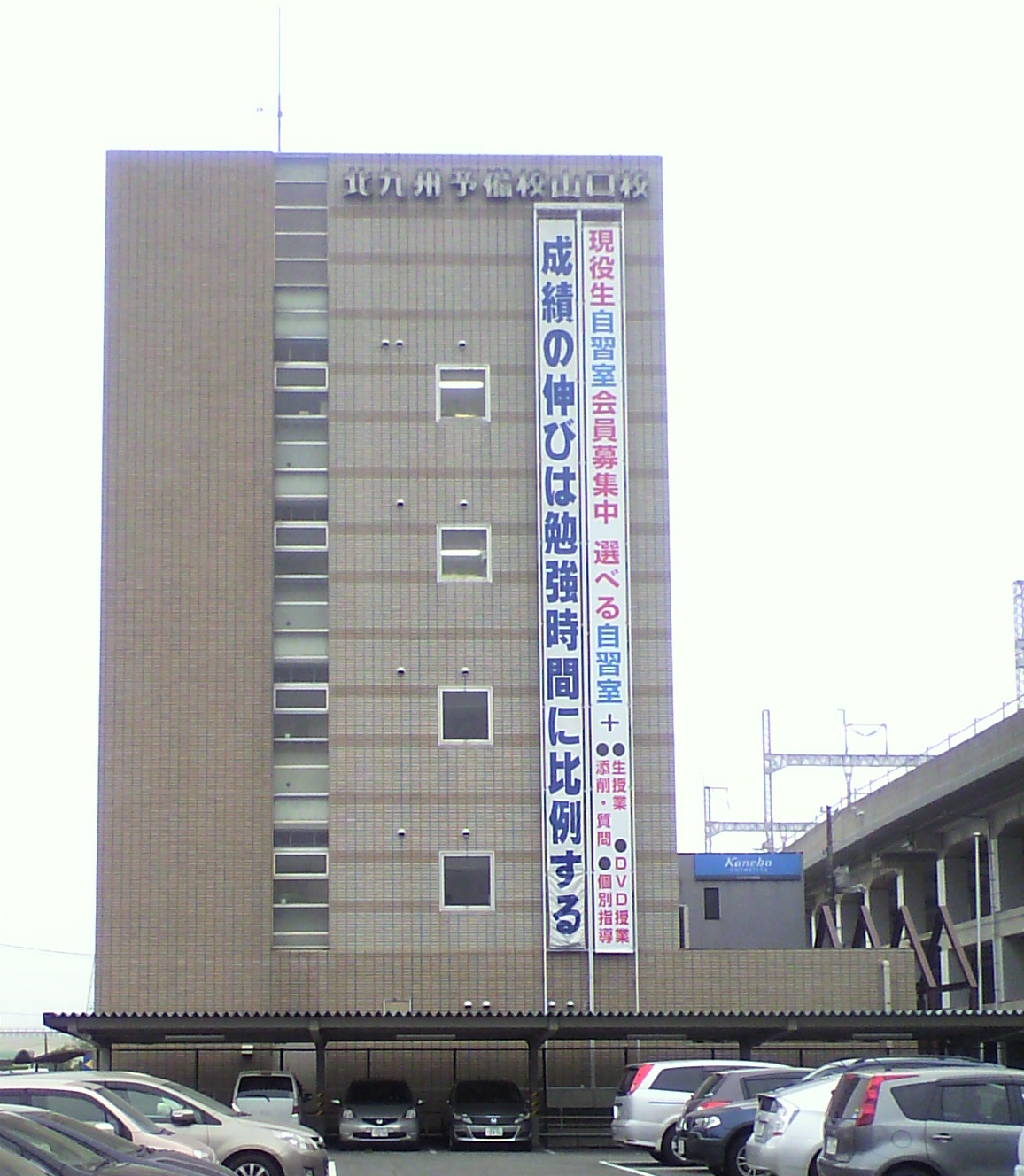
北九州予備校山口校

山口県山口市新山口駅新幹線口に所在する。
設置コース
- グランドコース
- リベルチコース
- コレスポコース
- キタヨビハイスクールコース

学生寮
- 立志寮（女子寮）
- 専心寮（男子寮）

### 医・歯・薬・獣医専門Felix山口校
山口県山口市新山口駅新幹線口に所在する。
設置コース
- 医・歯・薬・獣医専門Felix

学生寮
- 立志寮（女子寮）
- 専心寮（男子寮）

### 長崎校
長崎県長崎市川口町JR浦上駅となりに所在する。
設置コース
- グランドコース
- リベルチコース
- コレスポコース
- ESPゼミコース
- キタヨビハイスクールコース

学生寮
- 至誠学寮（男子寮）

### 大分校
大分県大分市金池町2-7に所在する。
設置コース
- グランドコース
- リベルチコース
- コレスポコース
- キタヨビハイスクールコース

学生寮
- 維新寮（男子寮）

### 鹿児島校

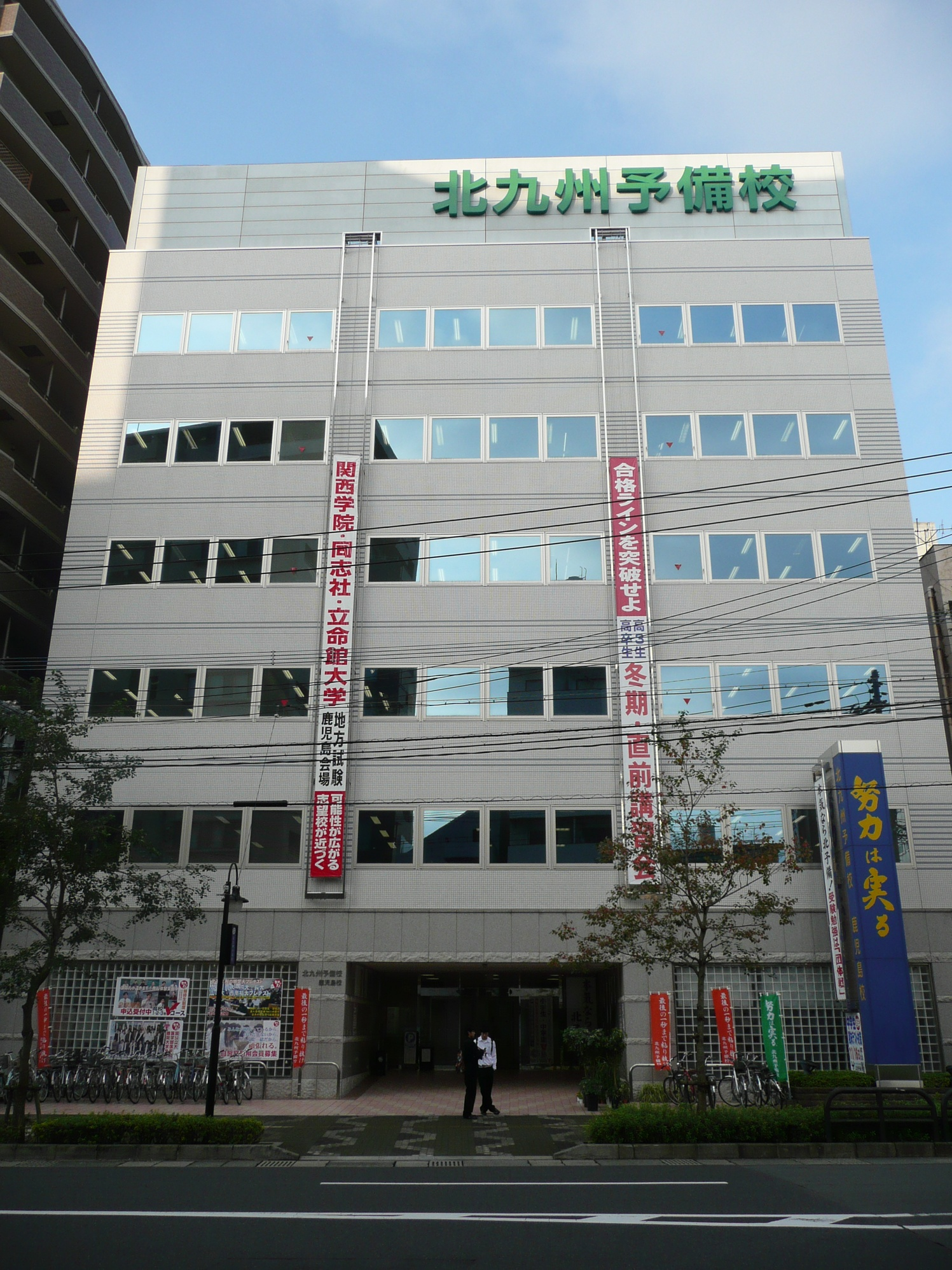
北九州予備校鹿児島校

鹿児島県鹿児島市西田1-7-3に所在する。
設置コース
- グランドコース
- リベルチコース
- コレスポコース
- ESPゼミコース
- キタヨビハイスクールコース

学生寮
- 桜岳寮（男子寮）

### 熊本校
熊本県熊本市西区JR熊本駅白川口正面に所在する。
設置コース
- グランドコース
- リベルチコース
- コレスポコース
- ESPゼミコース
- キタヨビハイスクールコース

学生寮
- くまもと寮（連携女子寮）
- ひのくに寮（男子寮）

### 宮崎校
宮崎県宮崎市宮崎駅東口に所在する。
設置コース
- グランドコース
- リベルチコース
- コレスポコース
- キタヨビハイスクールコース

学生寮
　なし

### 沖縄校
沖縄県那覇市安里102に所在する。
設置コース
- グランドコース
- リベルチコース
- コレスポコース
- キタヨビハイスクールコース

学生寮
　なし

## 中退者への授業料返金に関する訴訟
北九州予備校が4月の授業開始以降に退学した人の授業料を一切返金しない契約条項を設けていることについて、大分市にある適格消費者団体「大分県消費者問題ネットワーク」が、この契約条項は消費者契約法に違反するとして、北九州予備校を運営している金沢学園に同条項の差し止めを求める訴訟を起こし、大分地方裁判所は2014年4月14日、原告側の訴えを認め、同条項の差し止めを命じる判決を言い渡した。金沢学園側は控訴するも、5月1日に敗訴が決定した。
なお河合塾や代々木ゼミナール等の大手予備校は、学生が中退した場合は、在籍していた期間を差し引いて返金すると毎日新聞のインタビューにコメントしている。